# Syntretus abbreviator
Syntretus abbreviator är en stekelart som beskrevs av Sergey A. Belokobylskij 2000. Syntretus abbreviator ingår i släktet Syntretus och familjen bracksteklar. Inga underarter finns listade i Catalogue of Life.